# Anton Fils
Anton Fils (o Antonín Fils, o Johann Anton Fils, o Johann Anton Filtz), bautizado el 22 de septiembre de 1733, sepultado el 14 de marzo de 1760, fue un compositor clásico alemán.
Nació en el Obispado de Eichstätt. Durante mucho tiempo se pensó que era originario de Bohemia, y no obstante que, en 1756, Friedrich Wilhelm Marpurg lo había considerado "de Baviera", en los años 1960s se descubrió su verdadero origen. Fils estudió leyes y teología en la Universidad de Ingolstadt. En 1754 ingresó a la "Mannheimer Hofkapelle" como chelista. En ese tiempo, Johann Stamitz dirigía la Orquesta de Mannheim. En 1757, Fils desposó a Elizabeth Range, y en 1759 la pareja adquirió una casa.
Aunque falleció a la temprana edad de 26 años, dejó un vasto acervo de obras, que incluyen al menos 34 sinfonías. Compuso aproximadamente 30 conciertos, sobre todo para chelo y para flauta, pero ha subsistido más o menos la mitad.
Fils falleció en Mannheim. Fue sepultado el 14 de marzo de 1760.
El autor-compositor Christian Friedrich Daniel Schubart, en su libro Ideas for an Aesthetic of Music (publicación p̟óstuma de 1806), consideró que Fils era «el más grande compositor de sinfonías que haya vivido». Así mismo, su prematuro deceso lo atribuyó a «su bizarra noción de comer arañas». Recuentos de esta leyenda relataban que horrorizados observadores aseguraban que el sabor de aquellos artrópodos era como el de fresas frescas. Aún permanece como curiosa de trivias de música clásica.